# روي داوغرتي
روي داوغرتي (بالإنجليزية: Roy Daugherty) هو رجل عصابة أمريكي، ولد في 1870 في ميزوري في الولايات المتحدة، وتوفي في 16 أغسطس 1924 في جوبلن في الولايات المتحدة بسبب إصابة بعيار ناري.